# Teoria de Floquet
La teoria de Floquet és una branca de les equacions diferencials ordinàries relacionada amb l'estudi de les solucions de les equacions diferencials lineals periòdiques que son de la forma
{\displaystyle {\dot {x}}=A(t)x,}
on {\displaystyle \displaystyle A(t)} és una funció periòdica (de període {\displaystyle T}) contínua a trossos i que caracteritza l'estabilitat de les solucions.
El teorema de Floquet és el teorema principal de la teoria de Floquet i es deu a Gaston Floquet (1883). Aquest dona una forma canònica per a cada matriu fonamental de solucions del sistema lineal. Mitjançant un canvi de coordenades {\displaystyle \displaystyle y=Q^{-1}(t)x} (on {\displaystyle Q(t)} és de període {\displaystyle 2T}), es transforma el sistema periòdic en un sistema lineal amb coeficients constants reals.
Aquest resultat, en aplicar-se a sistemes físics amb potencials periòdics, com els cristalls en la física de la matèria condensada, és conegut com a teorema de Bloch.
Cal tenir en compte que:
- Les solucions de l'equació diferencial lineal formen un espai vectorial.
- Una matriu {\displaystyle \phi \,(t)} es denomina matriu fonamental de solucions si totes les columnes són solucions linealment independents.
- Una matriu {\displaystyle \Phi (t)} es diu matriu fonamental principal de solucions si totes les columnes són solucions linealment independents i existeix {\displaystyle t_{0}} tal que {\displaystyle \Phi (t_{0})} és la identitat. Una matriu fonamental principal es pot construir a partir d'una matriu fonamental mitjançant la relació {\displaystyle \Phi (t)=\phi \,(t){\phi \,}^{-1}(t_{0})}.
- La solució de l'equació diferencial lineal amb la condició inicial {\displaystyle x(0)=x_{0}} és {\displaystyle x(t)=\phi \,(t){\phi \,}^{-1}(0)x_{0}} on {\displaystyle \phi \,(t)} és qualsevol matriu fonamental de solucions.

## Teorema de Floquet
Sigui {\displaystyle {\dot {x}}=A(t)x} una equació diferencial lineal de primer ordre, on {\displaystyle x(t)} és un vector columna de longitud {\displaystyle n} i {\displaystyle A(t)} una matriu {\displaystyle n\times n} periòdica amb període {\displaystyle T} (és a dir {\displaystyle A(t+T)=A(t)} per a tot {\displaystyle t} real). Sent {\displaystyle \phi \,(t)} una matriu fonamental de solucions d'aquesta equació diferencial, es té que per a tot {\displaystyle t\in \mathbb {R} }, {\displaystyle \phi (t+T)=\phi (t)\phi ^{-1}(0)\phi (T).}
En aquest context, {\displaystyle \phi ^{-1}(0)\phi (T)} rep el nom de matriu de monodromia. A més, per a cada matriu {\displaystyle B} (possiblement complexa) complint {\displaystyle e^{TB}=\phi ^{-1}(0)\phi (T),} existeix una funció matricial periòdica {\displaystyle t\mapsto P(t)} ({\displaystyle T}-periòdica) tal que {\displaystyle \phi (t)=P(t)e^{tB}} per a tot {\displaystyle t} real.
A més, existeix una matriu {\displaystyle R} i un funció matricial real periòdica {\displaystyle t\mapsto Q(t)} ({\displaystyle 2T}-periòdica) tal que {\displaystyle \phi (t)=Q(t)e^{tR}} per a tot {\displaystyle t} real.
En l'anterior {\displaystyle B}, {\displaystyle P}, {\displaystyle Q} i {\displaystyle R} són matrius {\displaystyle n\times n}.

## Conseqüències i aplicacions
Aquesta aplicació {\displaystyle \phi \,(t)=Q(t)e^{tR}} dona lloc al canvi de coordenades {\displaystyle y=Q^{-1}(t)x} que depèn del temps, sota el qual el sistema original es converteix en un sistema lineal amb coeficients reals constants {\displaystyle {\dot {y}}=Ry}. En ser {\displaystyle Q(t)} contínua i periòdica, ha de ser acotada, pel qual l'estabilitat de la solució zero per a {\displaystyle y(t)} i {\displaystyle x(t)} està determinada pels valors propis de {\displaystyle R}.
La representació de la matriu {\displaystyle \phi \,(t)} donada per {\displaystyle \phi \,(t)=P(t)e^{tB}} s'anomena forma normal de Floquet.
Els valors propis de la matriu {\displaystyle e^{TB}} es denominen multiplicadors característics del sistema. Aquests valors són a més els valors propis de les aplicacions de Poincaré (lineals) {\displaystyle x(t)\to x(t+T)}. Al valor complex {\displaystyle \mu } tal que {\displaystyle e^{\mu T}}és multiplicador característic del sistema es coneix com a exponent de Floquet (a vegades anomenat exponent característic). Ha d'observar-se que els exponents de Floquet no són únics, ja que {\displaystyle e^{(\mu +{\frac {2\pi ik}{T}})T}=e^{\mu T}}, on {\displaystyle k} és un nombre enter. Les parts reals dels exponents de Floquet es diuen exponents de Lyapunov. La solució zero és asimptòticament estable si tots els exponents de Lyapunov són negatius, Lyapunov estable si els exponents de Lyapunov no són positius i inestable en cas contrari.
Algunes de les moltes aplicacions de la teoria de Floquet son:
- L'estudi de sistemes dinàmics, com per exemple l'equació de Mathieu.
- Mostrar l'estabilitat en l'equació diferencial d'Hill (introduïda per George William Hill) que aproxima el moviment de la lluna com un oscil·lador harmònic en un camp gravitatori periòdic.
- Descriure la suavització i enduriment d'enllaços en camps làser intensos.